# Васил Адамов
Васил Адамов (рођен у Дебел Даб, Пиринска Македонија, Бугарска — Гара Пирин, Пиринска Македонија, Бугарска, 1948) - македонски борац за уједињену и независну Македонију.

## Биографија
Био је активан и упоран помагач илегалне чете Герасима Тодорова. Убијен је без суђења и пресуде на веома окрутан и болан начин. Танчев је био међу оних четворица затвореника, који су били највише мучени у целом затвору у Влахи. Били су то: Солун Георгиев, Асен Драчев, Ванчо Танчев и Васил Адамов, које касније никада нисмо видели. Важио је за умереног присталица македонске каузе.